# Ромен Ролан
 Ромен Ролан (на френски: Romain Rolland) е френски писател, идеалист, пацифист, антифашист, биограф, романист, носител на Нобелова награда за литература (1915) за творбата си „Жан Кристоф“.

## Биография и творчество
Роден е на 29 януари 1866 г. Учи в Париж и Рим, дипломира се през 1895 г. с докторат по изкуствата. На 29 години става преподавател по история на изкуството в Екол Нормал Сюпериор в Париж, а осем години по-късно – в Сорбоната.
Книгата му „Над суматохата“ е поредица статии, писани в Швейцария в началото на Първата световна война, и издадени в сборник. В тази Европа, която загива, а нейните деца взаимно се избиват, писателят призовава към създаване на гражданско пространство и „крепост“, в което високите морални и духовни ценности да властват над несправедливостта и омразата между нациите. Книгата започва с изречението „Великият народ, в плен на войната трябва да брани не само границите си, а и своя разум“. Патосът за необходимостта от „обединяване на всички свободни и братски сърца в света“ и задължението на братята по перо: „Занаята на интелектуалците е да дирят истината сред погрешните представи“, звучат и днес актуално и не са изгубили силата си.
Умира на 30 декември 1944 г.